# Missio Dei
Missio Dei es un término latino de la teología cristiana que puede traducirse como la misión de Dios o el envío de Dios.
Es un concepto que ha cobrado creciente importancia en la misiología o misionología y en la comprensión de la misión de la iglesia desde la segunda mitad del siglo XX. Algunos de sus principales defensores incluyen a David Bosch, Lesslie Newbigin y Darrell Guder.

## Historia
En 1934, el misionólogo alemán Karl Hartenstein acuñó por primera vez el término missio Dei para distinguirlo de missio ecclesiae, es decir, la misión de la iglesia.
Algunos estudiosos sostienen que esta expresión —que puede rastrearse hasta Agustín— tiene una fuerte base trinitaria.
Se argumenta que este lenguaje fue adoptado en la conferencia de Willingen de 1952, organizada por el Consejo Misionero Internacional (IMC), y posteriormente desarrollado teológicamente por el teólogo luterano Georg Vicedom.
Sin embargo, John Flett sostiene que, aunque Hartenstein introdujo efectivamente el término missio Dei, no ubicó esa misión dentro de la doctrina de la Trinidad.
Dicha referencia a la Trinidad apareció en el "informe estadounidense", un documento de estudio preparado para la conferencia de Willingen de 1952, bajo la dirección de Paul Lehmann y H. Richard Niebuhr.
El "informe estadounidense" sugirió un vínculo entre los movimientos revolucionarios en la historia y la "misión de Dios". Muchas de las controversias posteriores en torno al missio Dei tienen su origen en estos antecedentes, y especialmente en la falta de una fundamentación sólida del concepto en una comprensión robusta de la Trinidad.[cita requerida]
Las preocupaciones reconocidas respecto al missio Dei también provocaron que el término pasara por un periodo de pausa, hasta que fue claramente redefinido por David Bosch. Según David J. Bosch, "la misión no es principalmente una actividad de la iglesia, sino un atributo de Dios. Dios es un Dios misionero".
Jürgen Moltmann afirma: "No es la iglesia la que tiene una misión de salvación que cumplir en el mundo; es la misión del Hijo y del Espíritu, a través del Padre, la que incluye a la iglesia".
Según una opinión:

Durante el último medio siglo, aproximadamente, ha habido un cambio sutil pero decisivo hacia la comprensión de la misión como la misión de Dios. En siglos anteriores, la misión se entendía de diversas maneras. A veces se interpretaba principalmente en términos soteriológicos: como salvar a individuos de la condenación eterna. O se comprendía en términos culturales: como introducir a personas del Este y del Sur a las bendiciones y privilegios del Occidente cristiano. Con frecuencia se percibía en categorías eclesiásticas: como la expansión de la iglesia (o de una denominación específica).  A veces se definía en términos de historia de la salvación: como el proceso mediante el cual el mundo —ya sea evolutiva o catastróficamente— sería transformado en el Reino de Dios. En todos estos casos, y de manera diversa, frecuentemente contradictoria, la relación intrínseca entre cristología, soteriología y la doctrina de la Trinidad —tan importante para la iglesia primitiva— fue gradualmente reemplazada por una u otra versión de la doctrina de la gracia
La misión se entendía como derivada de la propia naturaleza de Dios. Por lo tanto, se situaba en el contexto de la doctrina de la Trinidad, no en el de la eclesiología ni en el de la soteriología.
La doctrina clásica sobre la missio Dei —Dios Padre enviando al Hijo, y Dios Padre y el Hijo enviando al Espíritu— fue ampliada para incluir un nuevo “movimiento”: el Padre, el Hijo y el Espíritu Santo enviando a la iglesia al mundo. En lo que respecta al pensamiento misionero, esta vinculación con la doctrina de la Trinidad constituyó una innovación important
Nuestra misión no tiene vida propia: solo en manos del Dios que envía puede llamarse verdaderamente misión. No en menor grado porque la iniciativa misionera proviene únicamente de Dios…
Así, la misión se concibe como un movimiento de Dios hacia el mundo; la iglesia es vista como un instrumento de esa misión. Hay iglesia porque hay misión, no al revés.
Participar en la misión es participar en el movimiento del amor de Dios hacia las personas, ya que Dios es una fuente de amor que envía.

Hablando en nombre de The Gospel and Our Culture Network, Darrell Guder escribe:

Hemos llegado a comprender que la misión no es meramente una actividad de la iglesia. Más bien, la misión es el resultado de la iniciativa de Dios, enraizada en los propósitos de Dios para restaurar y sanar la creación. 'Misión' significa 'envío', y es el tema bíblico central que describe el propósito de la acción de Dios en la historia humana…
Hemos comenzado a aprender que el mensaje bíblico es más radical, más inclusivo, más transformador de lo que le hemos permitido ser.
En particular, hemos comenzado a ver que la iglesia de Jesucristo no es el propósito ni la meta del evangelio, sino más bien su instrumento y su testigo…
La misión de Dios nos está llamando y enviando a nosotros, la iglesia de Jesucristo, a ser una iglesia misionera en nuestras propias sociedades, en las culturas en las que nos encontramos.

Alan Hirsch sostiene que el término misional toca el núcleo mismo de la naturaleza y propósito de la iglesia. Y añade: 

Una definición operativa de iglesia misional es una comunidad del pueblo de Dios que se define a sí misma y organiza su vida en torno a su propósito real: ser un agente de la misión de Dios en el mundo. En otras palabras, el principio organizador auténtico y verdadero de la iglesia es la misión. Cuando la iglesia está en misión, es verdaderamente iglesia. La iglesia no solo es producto de esa misión, sino que está llamada y destinada a extenderla por todos los medios posibles. La misión de Dios fluye directamente a través de cada creyente y de toda comunidad de fe que se adhiere a Jesús. Obstruir esto es bloquear los propósitos de Dios en y por medio de su pueblo.

Por su parte, George W. Peters afirma que, según la Biblia, el resultado final de tal missio Dei es la glorificación del Padre, del Hijo y del Espíritu Santo”. 